# Alopoglossus angulatus
Alopoglossus angulatus — вид ящірок родини Alopoglossidae. Мешкає в Південній Америці. Молекулярно-генетичне дослідження показало, що цей вид є насправді видовим комплексом, внаслідок чого вид був розділений на вісім видів.

## Поширення і екологія
Alopoglossus angulatus мешкають на сході Бразильської Амазонії, в штатах Амапа, Пара і Амазонас, на схід від річок Мадейра і Ріу-Негру, а також в Гаяні, Суринамі і Французькій Гвіані. Вони живуть в амазонській сельві, у варзейських лісах та ігапо (тропічних лісах у заплавах Амазонки і її притоків). Живляться тарганами, павуками, кониками і цвіркунами. Відкладають яйця.